# E641
La ruta europea E641 és una carretera que forma part de la Xarxa de carreteres europees. Comença a Wörgl (Àustria) i finalitza a Salzburg (Àustria). Té una longitud d'aproximadament 105 km i una orientació d'oest a est. Travessa els països d'Àustria, Alemanya i Àustria.